# Tiridates III.
Tiridates III. war ein parthischer Gegenkönig, der um 35/36 n. Chr. regierte. 
Tiridates wurde 10 v. Chr. von seinem Großvater Phraates IV. in römische Obhut gegeben. Er lebte auch in Rom, als oppositionelle Kräfte in Persien um Abdagaeses und dessen Sohn Sinnaces ihm die Krone als Gegenkönig zu Artabanos II. antrugen. Lucius Vitellius geleitete Tiridates daraufhin nach Parthien, wo Artabanos zunächst vor ihm nach Hyrcanian floh. Als er jedoch mit skythischen Hilfstruppen zurückkam, musste sich Tiridates seinerseits ins römische Syrien zurückziehen.